# 13 FM
 (janvier 2016).
Si vous disposez d'ouvrages ou d'articles de référence ou si vous connaissez des sites web de qualité traitant du thème abordé ici, merci de compléter l'article en donnant les références utiles à sa vérifiabilité et en les liant à la section « Notes et références ».
13 FM était une station de radio créée en 2002 à Marseille et disparue en 2008. Elle diffusait sur 97.6 à cette période.

## Histoire
Elle hérite de Radio Provence Culture. Elle connaît d'abord un format comprenant de la musique classique, jusqu'à l'arrivée de Radio Classique sur Marseille.
À sa création, elle adopte un format Top 40 (format radio) (en), assez typique des autres radios locales dont Vibration. Elle a cependant conservé des programmes parlés, notamment culturels. En 2005, forte de ce succès quant à ses améliorations de diffusion jusque-là limitées, l'audience monta en flèche pour atteindre jusqu'à
45 000 auditeurs, soit 35 000 de plus.

## Mise en demeure
En juin 2005, la station est mise en demeure par l'article 19 de sa convention de diffusion, duquel elle doit conserver pendant un mois l'enregistrement de ses programmes.

## Rejet de la candidature par le CSA et disparition
En 2007, lors de l'appel à candidature sur Marseille, le CSA ne renouvelle pas son autorisation, provoquant sa disparition, et sa fréquence sera attribuée à une nouvelle station, United Radio.